# Ионово (Вологодская область)
Ионово — деревня в Череповецком районе Вологодской области.
Входит в состав Ягницкого сельского поселения, с точки зрения административно-территориального деления — в Большедворский сельсовет.
Расстояние по автодороге до районного центра Череповца — 133 км, до центра муниципального образования Ягницы — 13 км. Ближайшие населённые пункты — Козлово, Ступино, Григорьево.
По переписи 2002 года население — 11 человек.